# Pedro Ferrão Tavares
Pedro Ferrão Tavares (Coimbra, 22 de maio de 1978) é um político português. Foi Secretário de Estado da Justiça, no XXIII Governo Constitucional de Portugal, tendo anteriormente exercido as funções de Coordenador da Estrutura de Missão para a Expansão do Sistema de Informação Cadastral Simplificado, estrutura criada com o objetivo de assegurar a expansão do cadastro simplificado e do Balcão Único do Prédio a todo o país.

## Biografia
Mestre em Novos Media e Práticas Web pela Universidade Nova de Lisboa (2011). Pós-graduado em e-Business pelo Instituto Superior de Economia e Gestão (2003). Frequência de formação Avançada Especializada em Web pela Universidade de Chicago (2001). Licenciado em Ciências da Comunicação pela Universidade Nova de Lisboa (2001).
No setor público, desempenhou, desde 2003, várias funções centradas na modernização do Estado, inovação e governação aberta e participada. 
Foi coordenador da Estrutura de Missão para a Expansão do Sistema de Informação Cadastral Simplificado – eBUPi desde 2020.
Foi técnico especialista em Transformação Digital e Inovação no Gabinete da Secretária de Estado da Justiça, entre 2018 a 2020. Foi ainda o ponto de contacto para a OCDE em diferentes iniciativas de transformação digital, nomeadamente para o relatório sobre Justiça e Inovação em Portugal (2019).
Foi técnico especialista no Gabinete da Ministra da Justiça, de 2015 a 2018.
No setor público, trabalhou ainda no Turismo de Portugal (2009-2011), na AMA - Agência para a Modernização Administrativa (2006-2009), e na UMIC - Agência para a Sociedade do Conhecimento (2003-2006).
No setor privado, exerceu funções de Diretor de Marketing em diferentes empresas de tecnologia, como a Vision-Box (2020), a PHC Software (2013-2015) e ainda na GFi Portugal, onde foi Diretor de Marketing & New Trends (2011-2013).
Criou uma startup na área de tecnologias interativas.
Tem exercido, ao longo dos anos, atividade de docência e de formação, nomeadamente nos cursos de Comunicação Digital na Administração Pública no INA - Direção-Geral da Qualificação dos Trabalhadores em Funções Públicas, e na Lisbon Digital School, enquanto formador em Marketing Business to Business.  Anteriormente, lecionou ainda Comunicação Digital em Turismo, no mestrado em Turismo na Universidade Católica Portuguesa e Comunicação Multimédia no Instituto Politécnico de Santarém.
Foi ainda vogal da Direção (2013-2018) e vice-presidente da Associação CAIS (2018-2020).